# 거티 코리

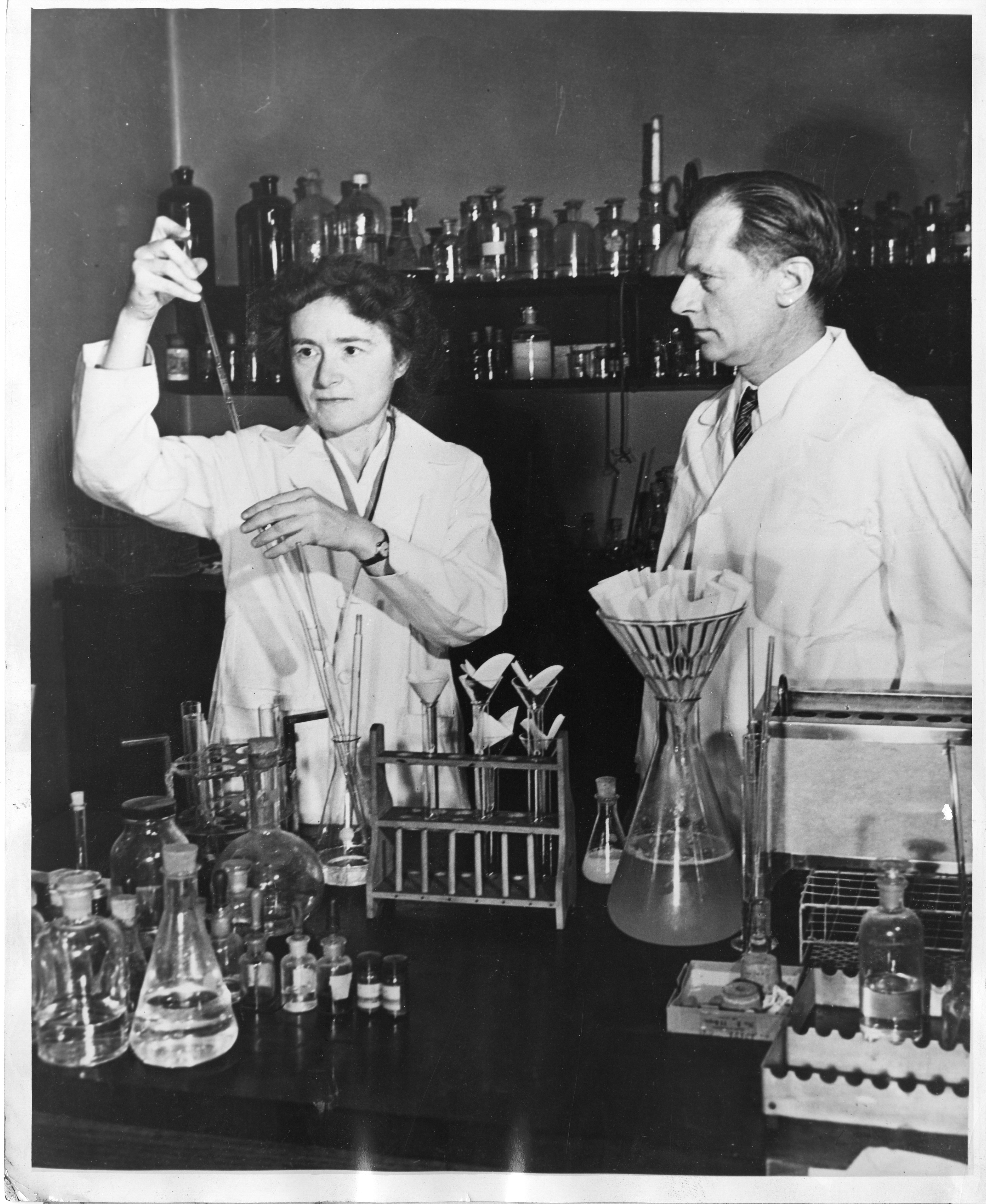
1947년, 실험을 하고 있는 거티 코리와 남편이자 노벨상 공동 수상자인 칼 퍼디낸드 코리

거티 테리사 코리(Gerty Theresa Cori, 본성 라드니츠;Radnitz, 1896년 8월 15일 ~ 1957년 10월 26일)는 체코계 미국인 생화학자로, 여성 최초로 노벨 생리의학상을 수상하였다. 이것은 또한 여성으로는 세 번째, 미국 여성으로는 첫 번째로 과학 분야 노벨상을 받은 기록이다.
그녀는 오늘날의 체코 공화국이 오스트리아-헝가리 제국이던 시절 프라하에서 태어났다. 거티라는 이름은 애칭이 아니며, 오스트리아 전함에서 따서 지은 이름이라고 한다. 그녀는 여성이 과학에서 소외되고 교육의 기회가 없던 시기에 자랐고, 의과 대학에서 진학하여 미래의 남편 칼 퍼디낸드 코리를 만나 1920년 함께 학교를 졸업 후 결혼하였다. 유럽의 상황이 악화되자, 코리 부부는 1922년 미국으로 이민하였다. 거티 코리는 칼과 실험실에서 공동 연구를 하며 일찍이 생긴 의학 연구에 대한 자신의 관심을 이어갔다. 그녀는 단독으로 연구 결과를 발표했을 뿐만 아니라 남편과 공저자로 발표하기도 했다. 거티는 남편과 다르게 안정적인 연구 직책을 얻는 것이 어려웠고, 그나마 얻은 자리도 충분한 보수를 받지 못했다. 그녀의 남편은 연구소의 반대에도 불구하고, 그녀와 함께 계속 공동으로 연구하기를 고집했다.
거티 코리는 포도당의 파생물 글리코젠이 근육 조직에서 젖산으로 분해된 후 신체에서 재합성되어 에너지원으로 저장되는 대사 과정(코리 회로)을 발견한 공로로 남편 칼과 함께 1947년에 노벨 생리학·의학상(아르헨티나의 생리학자 베르나르도 우사이 공동 수상)을 받았다. 또한, 이들은 촉매 작용을 하는 중요한 화합물인 코리 에스터도 발견하였다. 2004년, 거티와 칼 코리는 탄수화물 대사를 명확하게 규명한 공로를 인정받아 미국의 역사적인 국내 화학 발견으로 지정되었다.
거티 코리는 삶을 마칠 때까지 계속해서 연구실에서 활동하였으며, 1957년에 십 년간 앓던 골수경화증으로 사망하였다. 그녀는 여러 수상과 영예를 통해 업적을 인정 받았으며, 달의 코리 충돌구와 금성의 코리 충돌구는 그녀의 이름을 딴 것이다.

## 생애와 연구
거티 테리사 라드니츠는 1896년 유대인 가정에서 태어났다. 그녀의 아버지 오토 라드니츠는 설탕 정제법 개발에 성공하여 설탕 정제소 관리자가 된 화학자였다. 어머니 마르타는 프란츠 카프카의 친구로, 문화적 교양 수준이 높은 여성이었다. 거티는 소녀들을 위한 라이시움에 들어가기 전까지 집에서 가정 교사에게 교육 받았으며, 16세의 나이에 의사가 되겠다고 결심하였다. 거티는 과학을 공부하며 라틴어와 물리학, 화학, 수학에 대한 선행 지식이 부족하다는 것을 깨닫고, 1년의 과정 동안 라틴어 8년, 과학 5년, 수학 5년과 동일한 양의 공부를 하였다.
소아과 교수였던 그녀의 삼촌은 그녀가 의과 대학에 진학하기를 권유했고, 그녀는 공부를 한 뒤 대학 입학 시험에 합격하였다. 그녀는 1914년 프라하의 카를-페르디난츠 대학교(Karl-Ferdinands-Universität)에 입학하였는데, 이것은 당시 여성으로서는 드문 일이었다. 거티가 공부하는 동안 만난 칼 코리는 거티의 매력과 활력, 유머 감각, 야외와 등산에 대한 사랑에 빠르게 매료되었다. 거티와 칼은 모두 열여덟 살에 의과 대학에 진학해 면역학을 연구하였고, 1920년에 함께 졸업하여 박사 학위를 취득하였으며, 같은 해 결혼하였다. 거티는 칼과 천주교 교회에서 결혼하기 위해 천주교로 개종하였다. 그들은 오스트리아의 빈으로 이주하였고, 거티는 그곳에서 2년 간 카롤리넨 어린이 병원에서, 남편은 실험실에서 일하였다. 병원에 있는 동안, 거티 코리는 소아과에 근무하면서 갑상선 치료 전후의 체온을 비교한 체온 조절 실험, 혈액 질환 관련 논문 발표 등을 수행하였다.
칼은 1차 세계 대전 중 오스트리아 군에 징병되어 근무하였다. 전쟁 중 생계가 어려워지면서, 거티는 식량 부족에 따른 심각한 영양 실조로 인한 안구건조증으로 고생하였다. 이러한 문제들은 날로 늘어나는 반유대주의 정서와 결합하면서, 코리 부부가 유럽을 떠나는 결정에 기여하였다.
1922년, 코리 부부는 뉴욕 버팔로에 위치한 "악성 질환 국가 연구소"(현 로스웰 파크 암 연구소)에서 의학 연구를 하기 위해 미국으로 이민을 떠났다. 거티는 같은 연구소에서 자리를 얻는 데 어려움을 겪어 칼이 이동한 지 6개월이 지난 뒤에야 떠날 수 있었다. 1928년, 부부는 미국 시민권을 얻어 귀화하였다. 로스웰 연구소장은 남편과의 공동 연구를 중단하지 않으면 거티를 해고할 것이라 경고하였다. 그러나 그녀는 계속해서 칼과 함께 일하면서 연구소에 근무하였다.

그는 계속해서 우리 둘만이 일했던 실험실에 있었다. 우리는 우리 소유의 실험실 유리 기구를 씻었고, 그는 설거지에 도움을 주지 않는다고 가끔 칼에게 심하게 불평하였다. 그는 피곤할 때 실험실에 인접한 작은 사무실로 물러나 작은 침대 위에서 휴식을 취하였다. 그는 끊임없이 담배를 피우고 담뱃재를 떨어뜨렸다.... .

로스웰 연구소에서 함께 일하는 것에 지장은 있었지만, 코리 부부는 계속 함께 일하며 탄수화물 대사를 전문으로 한 연구를 수행하였다. 그들은 특히 포도당이 인체 내에서 어떻게 대사하는지와 이 과정을 조절하는 호르몬에 관심을 두었다. 부부는 로스웰에서 50편의 논문을 발표하였는데, 그 논문에서 대부분의 연구를 수행한 사람을 첫 번째 저자로 기재하였다. 거티 코리는 11편의 논문에 단독 저자로 이름을 남겼다. 1929년, 그들은 코리 회로을 제안하였고, 이 덕분에 나중에 노벨상을 수상한다.
이 이론은 인체가 화학 반응을 통해 탄수화물들을 합성하는 동안 글리코젠같은 일부 탄수화물을 근육 조직에서 젖산으로 분해하는 방법을 설명한다.
코리 부부는 탄수화물 신진대사에 관한 연구를 발표한 후 1931년 로스웰 연구소를 떠났다. 많은 대학교가 칼에게 직책을 제안했지만 거티를 고용하는 것은 거부했다. 거티는 한 대학교 면접에서 결혼한 부부가 함께 일하는 것은 "비(非)미국적"이라는 얘기를 들었다. 칼은 부인과 함께 일할 수 없다는 이유로 버펄로 대학교의 직책 제안을 거절하였다.
1931년, 워싱턴 대학교가 거티와 칼 모두에게 직책을 제안하자 부부는 미시시피주 세인트루이스로 이주하였다. 거티의 직급과 봉급은 남편보다 훨씬 낮았다. 거티는 그의 연구 경력에도 불구하고 남편의 10분의 1 수준의 급여를 받는 약리학 전임 연구원 자리만을 제안 받았다. 남편의 경력에 해를 끼칠 수 있다는 경고도 받았다. 워싱턴 대학교의 총장 아서 홀리 컴튼은 거티가 대학의 가족주의 규정을 위반한 채로 직위를 유지할 수 있도록 특별히 허가했다. 거티가 남편과 같은 직위를 얻기까지는 13년을 기다려야 했다. 1943년, 그는 연구생물화학과 약리학 부교수가 되었다. 노벨상을 수상하기 몇개월 전, 그는 정교수로 진급하였고, 1957년 죽기 전까지 그 자리를 유지했다.
부부는 워싱턴 대학교에서 협업을 계속하였다. 그들은 잘게 다진 개구리 근육을 분석하면서 글리코젠 분해를 가능케하는 중간 화합물, 오늘날 코리 에스테르로 알려진 글루코스 1-인산을 발견하였다. 그들은 이 화합물의 구조를 확립하고, 이것의 화학적 형성을 촉진시키는 가인산분해효소를 규명하였고, 코리 에스테르가 탄수화물 글리코겐을 간에서 대량으로 발견되는 포도당으로 변환시키는 시작 단계임을 증명했다. 이것은 반대로 혈당을 글리코젠으로 변환하는 마지막 단계가 될 수도 있다. 거티 코리는 또한 당원병을 연구하여 각각 특정 효소 결함과 관련이 있는 이 질병의 최소 네 가지 형태를 규명하였다. 그는 효소의 결함이 인간 유전병의 원인이 될 수 있음을 처음으로 보여주었다.
거티와 칼 코리는 1947년 노벨 생리학·의학상을 받게 해준 "글리코겐의 촉매 전환 과정에 관한 연구"를 비롯해 대부분의 연구를 공동으로 진행하였다. 이들은 절반의 상금을 받았고, 나머지 절반은 "당대사 과정에서의 뇌하수체 호르몬의 역할 연구" 업적을 인정받은 아르헨티나의 생리학자 베르나르도 우사이가 받았다. 이들의 연구는 탄수화물 대사의 기전을 밝혀냈고, 당과 녹말의 가역 변환에 대한 이해를 증진시켰으며, 당뇨병 환자의 치료법 개발에 결정적인 역할을 하였다.

## 수상과 인정
성차별과 가족주의 규정이 만연하고 있었음에도, 코리는
평생토록 계속해서 의학 연구에 대한 관심을 추구하였다. 눈부시고 재치있는 코리는 최고의 실험주의자이자 완벽주의자였다.

1947년, 거티 코리는 마리 퀴리와 이렌 졸리오퀴리에 이어 과학 분야에서 노벨상을 수상한 세 번째 여성이자 최초의 미국 여성이 되었다. 노벨 생리의학상 수상자로는 최초의 여성이었다. 1953년에는 미국 예술 과학 아카데미의 회원으로 선출되었다.
워싱턴 대학교에 위치한 코리의 25 평방미터 규모 실험실은 미국 화학회의 내셔널 히스토릭 랜드마크로 선정되었다. 코리 부부는 획기적이고 개척적인 연구를 수행했을 뿐만 아니라 많은 과학자들의 스승이기도 했다. 이들 중 과학 역사상 타의 추종을 불허하는 업적을 남긴 여섯 명이 노벨상을 수상하였다.
달의 충돌구 코리는 그의 이름을 본딴 것이며, 금성의 코리 충돌구 또한 마찬가지이다. 세인트 루이스 명예의 거리에는 칼과 함께 별이 그려져 있다.

## 말년
코리 부부는 노벨 상을 수상하기 전 산악 등반 여행을 하던 중 거티 코리가 골수에 치명적인 질병인 골수경화증에 걸렸다는 사실을 알게 되었다. 거티는 악성 질환 연구소에서 근무한 기간 동안 인체에 엑스선이 미치는 영향을 연구한 것이 질병의 기인이라 생각했다. 그는 과학 연구를 계속하면서 질병과 싸웠고, 마지막 달이 되어서야 연구를 중단하였다. 1957년, 그는 집에서 숨을 거두었다. 거티는 화장되었다. 이후, 그의 아들이 미주리주 세인트루이스에 위치한 벨폰테인 묘지에 거티와 칼 코리를 위한 기념비를 세웠다.
그의 유족으로 남편과 유일한 자녀 톰 코리가 있으며, 톰 코리는 보수 운동가 필리스 슐래플리의 딸과 결혼하였다.
칼은 1960년 앤 피츠제럴드존스와 재혼하였다. 둘은 나중에 보스턴으로 이주하였고, 칼은 하버드 의과 대학에서 학생들을 가르쳤다. 그는 88세의 나이로 죽을 때까지 그곳에서 계속 근무하였다.

## 같이 보기
- 칼 퍼디낸드 코리
- 코리 회로

## 추가 자료
- Leroy, Francis (2003). 《A century of Nobel Prizes recipients: chemistry, physics, and medicine》. CRC Press. ISBN 0-8247-0876-8.
- McGrayne, Sharon Bertsch (2001). 《Nobel Prize Women in Science: Their Lives, Struggles and Momentous Discoveries》. National Academy Press. ISBN 0-309-07270-0.
- Opfell, Olga S (1978). 《The Lady Laureates : Women Who Have Won the Nobel Prize》. Metuchen, N.J. & London: Scarecrow Press, Inc. 183–193쪽. ISBN 0810811618.